# Banovo

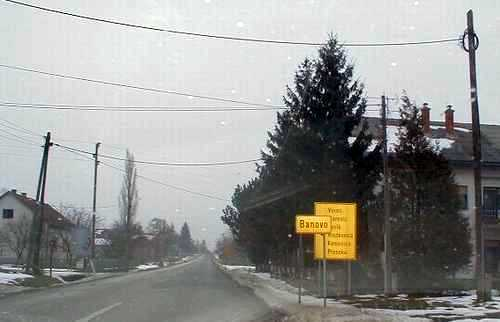
Ortsschilder am Dorfeingang

Banovo ist ein Dorf mit 113 (Stand: 2011) Einwohnern in Nordkroatien.

## Geographie
Am Rande des Dorfes fließt der kleine Bach Velika. Die nächsten Nachbardörfer von Banovo sind:  Lovrečka Velika (Norden), Kućari (Osten), Lovrečka Varoš (Westen) und Vrbovečki Pavlovec (Süden). Banovo liegt nordöstlich der Gemeindehauptstadt Vrbovec.  

## Geschichte
Das Dorf heißt seit 1910 "Banovo" (zu deutsch etwa: Dem Fürsten gehörend). Zu dieser Zeit haben die zugezogenen Zagorci das ehemalige Fürstenland aufgekauft und dem Dorf so seinen Namen gegeben.
Vormals hieß das Dorf "Prnjarevac" als es zum Besitz der Fürstenschaft Lovrečina Grad gehörte, bis es von 1850 bis 1880 in "Imbiovec" umbenannt wurde. Und von 1880 bis 1890 wurde das Dorf den Namen "Mala Lovrečina". In dem Dorf wohnten vorher vor allem Bedienstete und Arbeiter des Fürsten. Die Bevölkerung im Ort stellen Kroaten.

## Infrastruktur
Nach dem Zweiten Weltkrieg im damaligen sozialistischen Jugoslawien, wurde im Ort eine vierjährige Grundschule gebaut. Banovo ist ein typisches Straßendorf.

## Sport
- NK Ban Jelačić Banovo, Fußball (2. ZŽNL Ost)